# Gmina Šenčur
Šenčur – gmina w Słowenii. W 2002 roku liczyła 8251 mieszkańców.

## Miejscowości
Miejscowości wchodzące w skład gminy Šenčur:

- Hotemaže
- Luže
- Milje
- Olševek
- Prebačevo
- Srednja vas pri Šenčurju
- Šenčur – siedziba gminy
- Trboje
- Visoko
- Voglje
- Voklo
- Žerjavka